# 6073 Tahtiseuraursa
6073 Tahtiseuraursa este o planetă minoră (asteroid), cu un diametru de 8,852 km, din centura de asteroizi. A fost descoperită pe 18 octombrie 1939 la Iso-Heikkilän tähtitorni⁠(d) de Yrjö Väisälä⁠(d) și a fost numită după Ursa⁠(d). 
Obiectul prezintă o orbită caracterizată de o semiaxă mare de 2,6190001 UAi, o excentricitate de 0,13, o înclinație de 12,21286 ° în raport cu ecliptica.